# تشارلز هاريلسون
تشارلز هاريلسون (بالإنجليزية: Charles Harrelson) هو قاتل مأجور أمريكي، ولد في 23 يوليو 1938 في هانتسفيل في الولايات المتحدة، وتوفي في 15 مارس 2007 في إيه دي إكس فلورنس في الولايات المتحدة بسبب نوبة قلبية.